# Chiesa di Sant'Eustachio Martire
La chiesa di Sant'Eustachio Martire è una chiesa cattolica di Tocco da Casauria, in provincia di Pescara e arcidiocesi di Chieti-Vasto.
È ubicata al centro storico del paese, di fianco al Palazzo Ducale.
È stata la prima chiesa costruita a Tocco da Casauria ed è dedicata al culto di Eustachio Martire. Dalla data di fondazione sconosciuta, è certamente più antica del 1º luglio 1169. Venne rasa al suolo dal terremoto del 1706 e poi ricostruita subendo varie modifiche nel corso del tempo. Nel 2009 il terremoto dell'Aquila l'ha resa inagibile.

## Storia

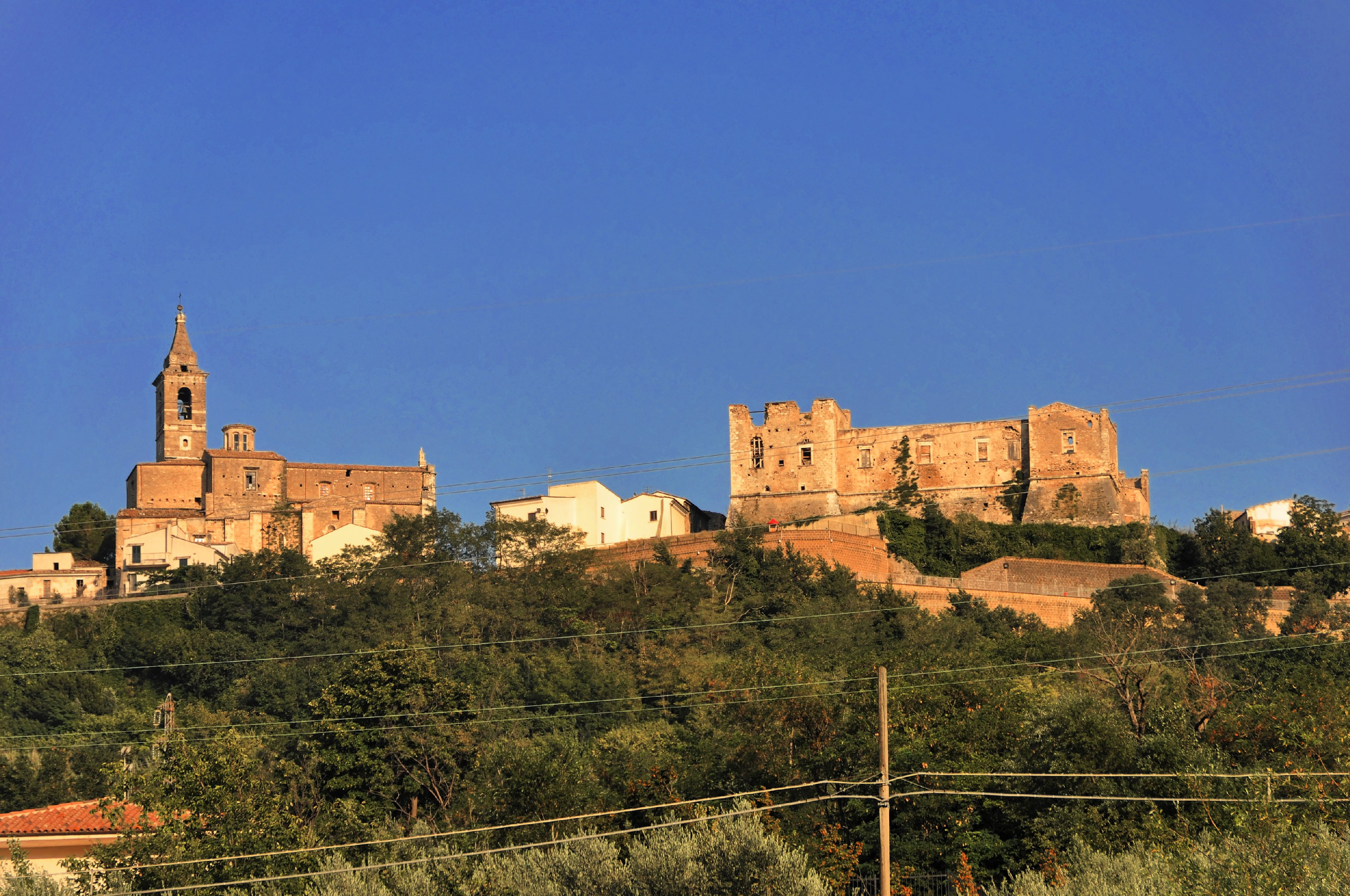
La chiesa (a sinistra) e il Castello Caracciolo (a destra)

La chiesa di Sant'Eustachio è la chiesa più antica di Tocco da Casauria, originariamente costruita accanto al castello del paese, nella parte più alta della collina, ed in mezzo al centro urbano. Non ci sono fonti che ne riportano la data di fondazione, tuttavia il documento più antico che cita la chiesa è il Chronicon Casauriense, e porta la data 1º luglio 1169. In esso si parla di una donazione della chiesa di San Vittorino di Tocco situata a Marano (frazione del paese). Esso recita:
(Chronicon Casauriense)
Un altro documento che cita questa chiesa è una bolla di Papa Innocenzo III, risalente al 1208, con cui riconferma al vescovo chietino Bartolomeo i privilegi accordatigli dagli imperatori e dagli altri pontefici, fra questi privilegi vi era il possesso della chiesa di Sant'Eustachio a Tocco da Casauria.
La chiesa fu distrutta nel terremoto della Maiella del 1706 e subito dopo ricostruita nello stesso luogo in stile settecentesco; però la cappella del Santissimo Sacramento, parte più antica della chiesa, non fu ricostruita.
La facciata, ricostruita dopo il terremoto del 1706, venne modificata nel 1846 dal maestro Gaetano Alberici nella forma definitiva che vediamo ancora oggi.
Il 13 gennaio 1915 il terremoto della Marsica coinvolse anche Tocco da Casauria e lesionò il campanile della chiesa.
Nel 2009 il terremoto dell'Aquila ha colpito anche Tocco da Casauria rendendo la chiesa inagibile.

### Il culto di Sant'Eustachio

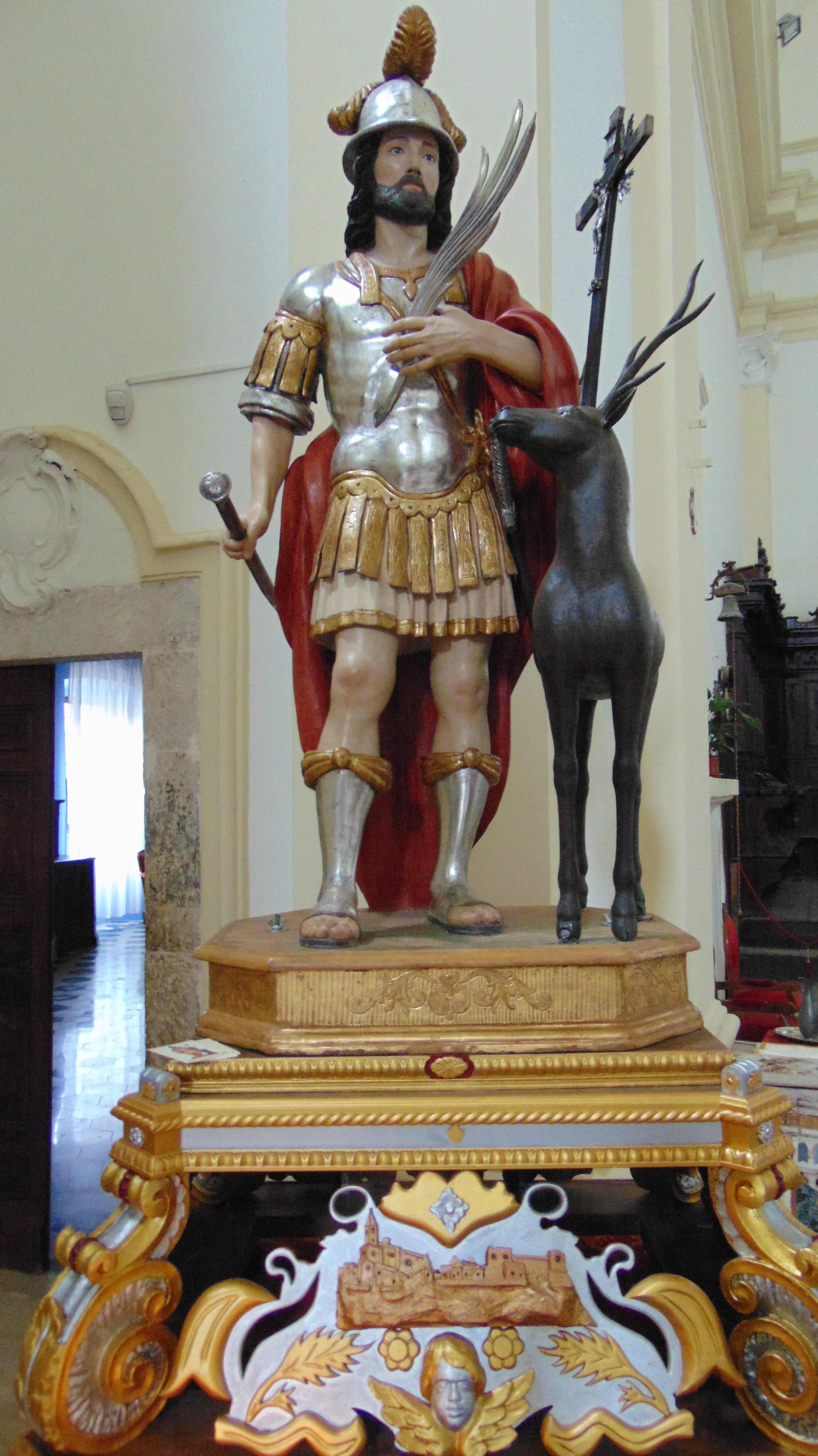
Statua di Eustachio Martire nella chiesa di San Domenico (Tocco da Casauria)

La chiesa è dedicata a Sant'Eustachio Martire che fu scelto come patrono di Tocco da Casauria; una leggenda narra che tale scelta fu dovuta ad una apparizione del Santo. Essa narra che in una battaglia in località Colle Morto, i toccolani trovandosi in difficoltà invocarono Dio e furono soccorsi da Eustachio. Ma forse il motivo più verosimile della scelta di Sant'Eustachio Martire come patrono del paese, è dovuta al fatto che egli è il protettore dei cacciatori.

## Descrizione

### Esterno
La chiesa è a pianta rettangolare, con facciata tripartita da paraste, conserva l'impianto basilicale medievale con lo spicchio centrale più elevato, come si evidenzia anche nelle tre navate interne. La facciata di gusto barocco è in pietra bianca ed ha tre portali, dei quali il centrale maggiore coronato da architrave con fregi. Tra questi si trovano due bassorilievi, uno di questi rappresenta Cristo ingigantito tra due discepoli e l'altro mostra la Madonna col Bambino. Sull'architrave del portale principale vi è uno stemma col simbolo di Sant'Eustachio raffigurante un cervo con la croce latina fra le corna. In cima alla facciata anteriore vi è una statua del Santo con accanto un cervo.
Il campanile è posto lateralmente ed è a punta piramidale. Sul transetto si erge una piccola cupola.
L'interno è decorato da stucchi e pennacchi barocchi, con quattro altari a destra e tre a sinistra, più quello centrale maggiore.

#### Lato sinistro

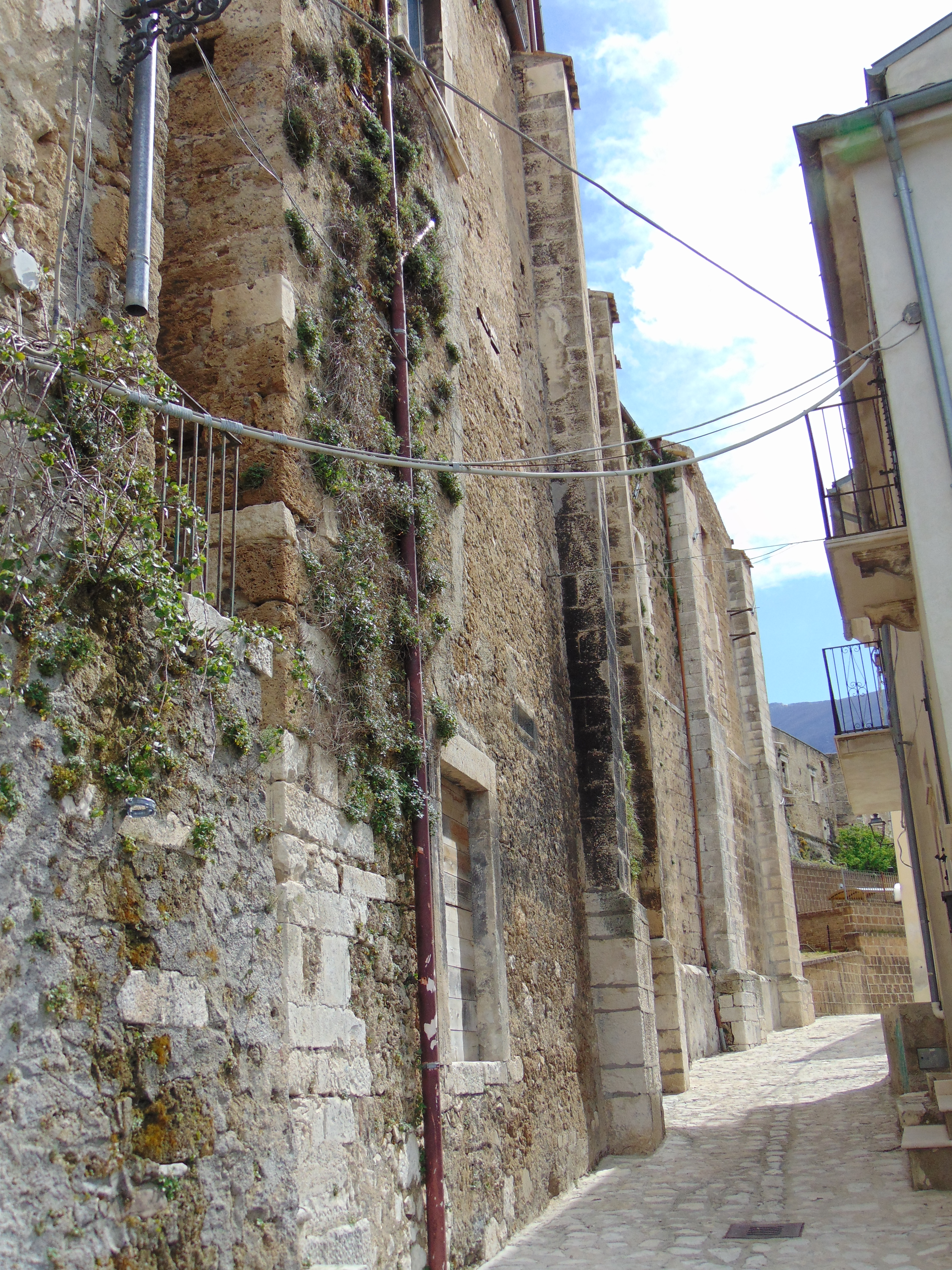
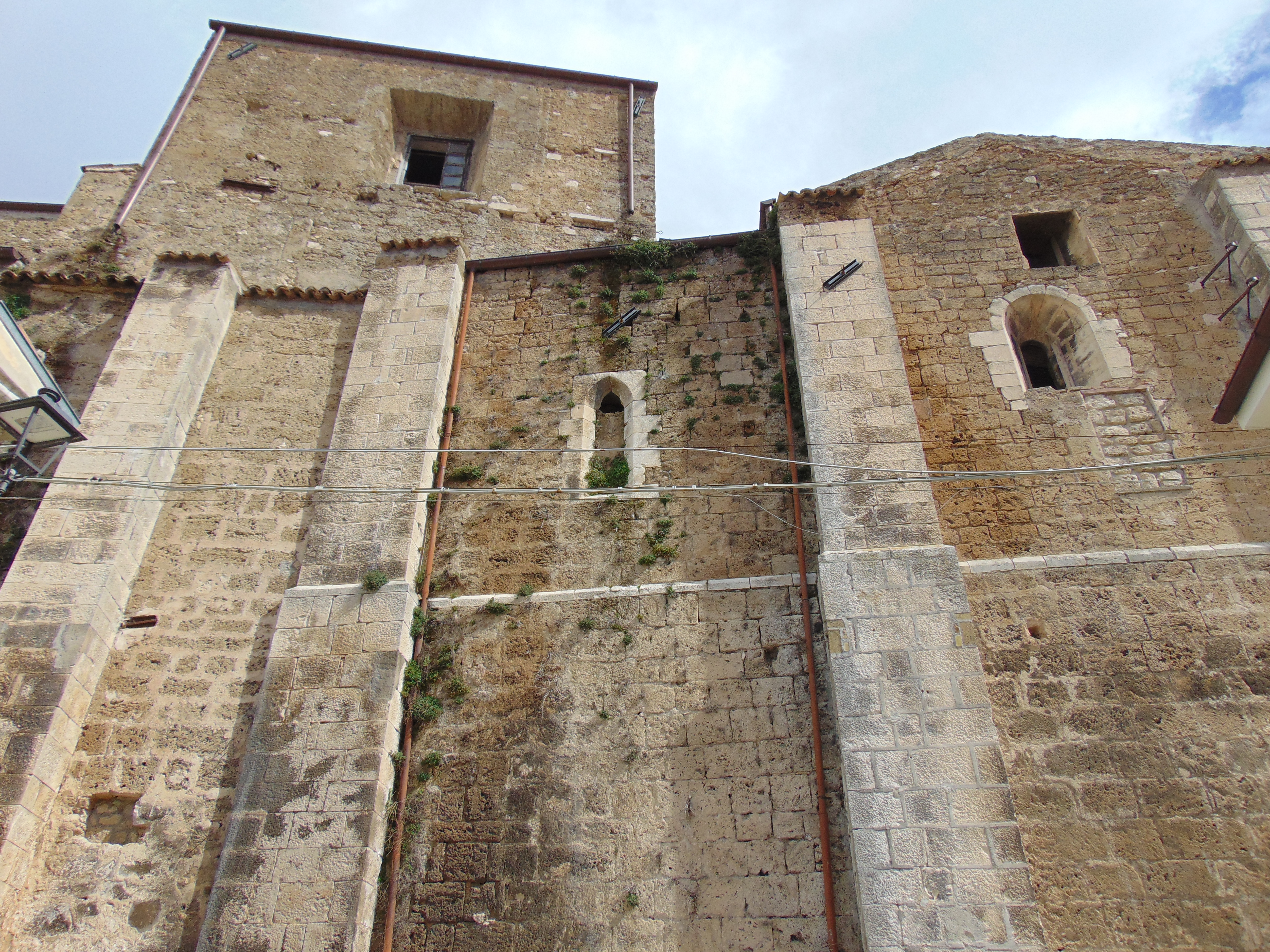
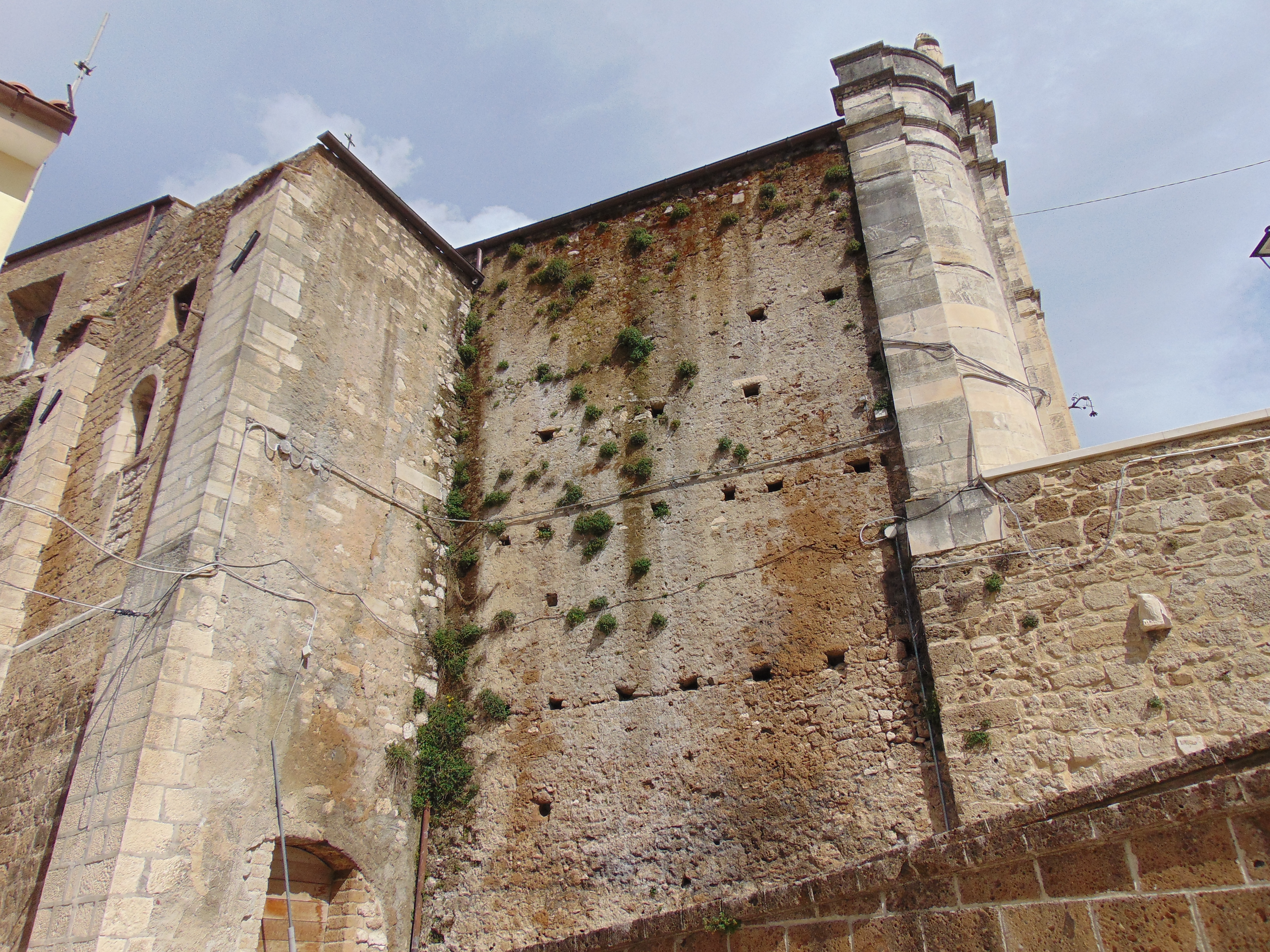
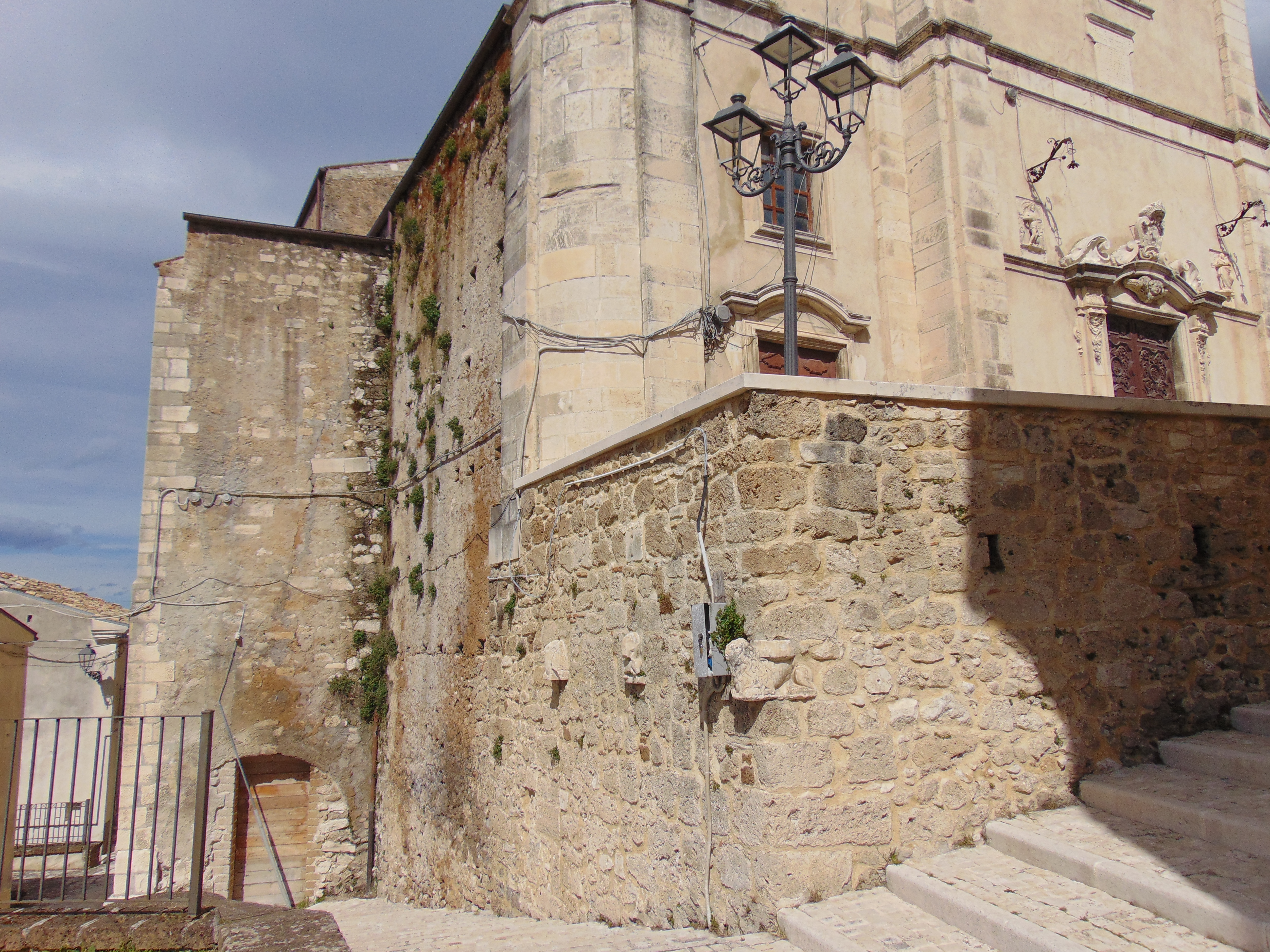
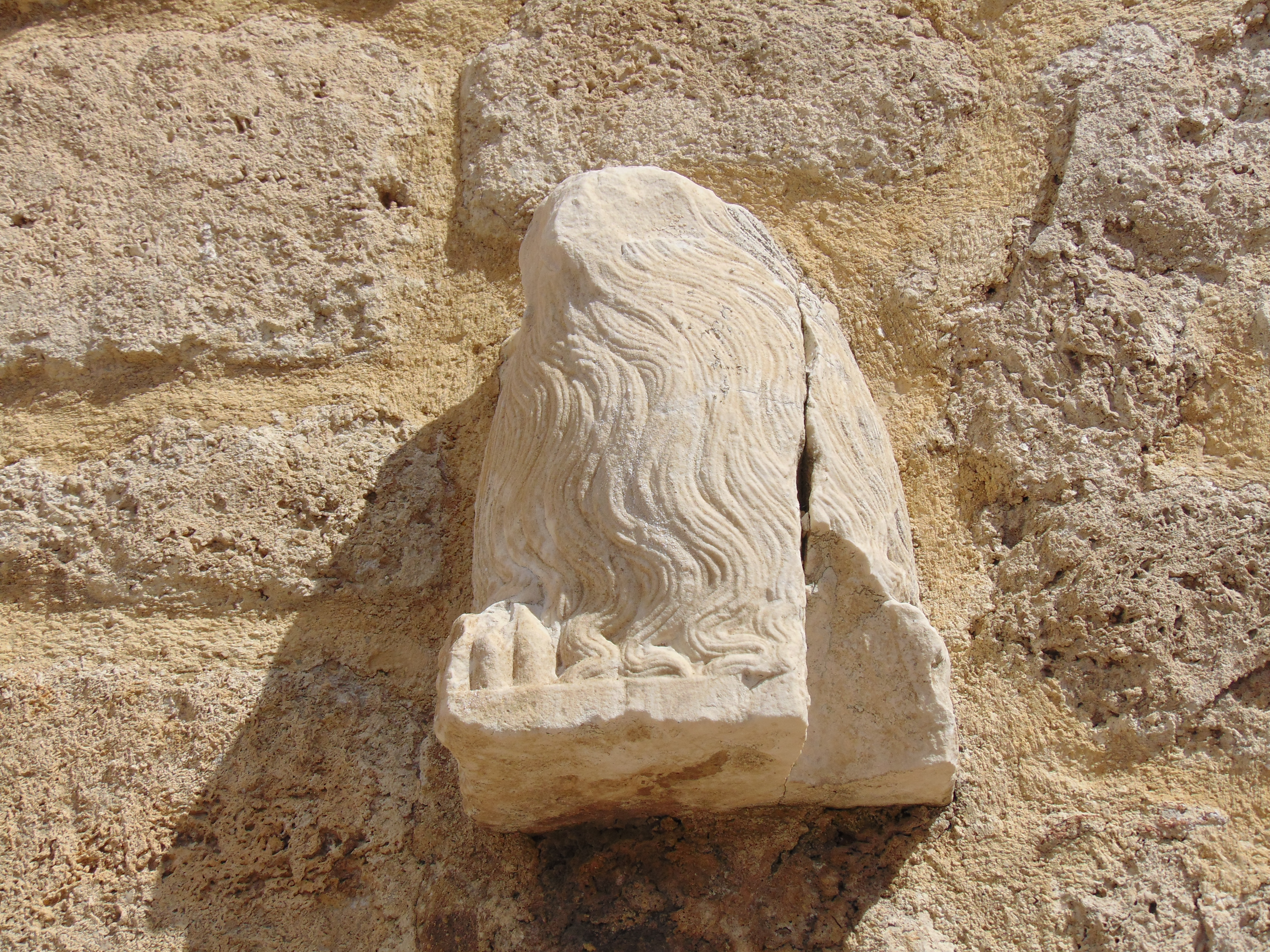
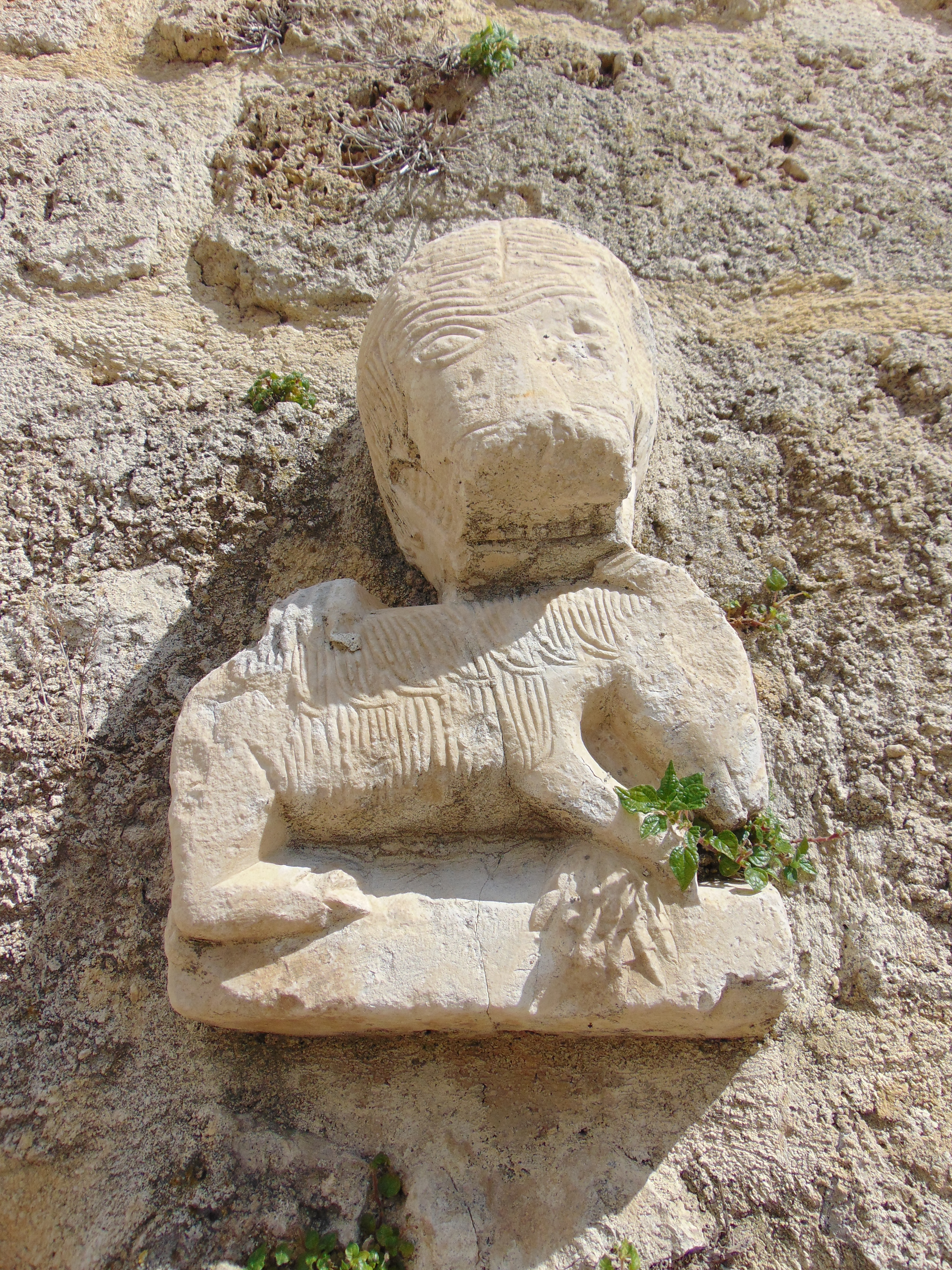
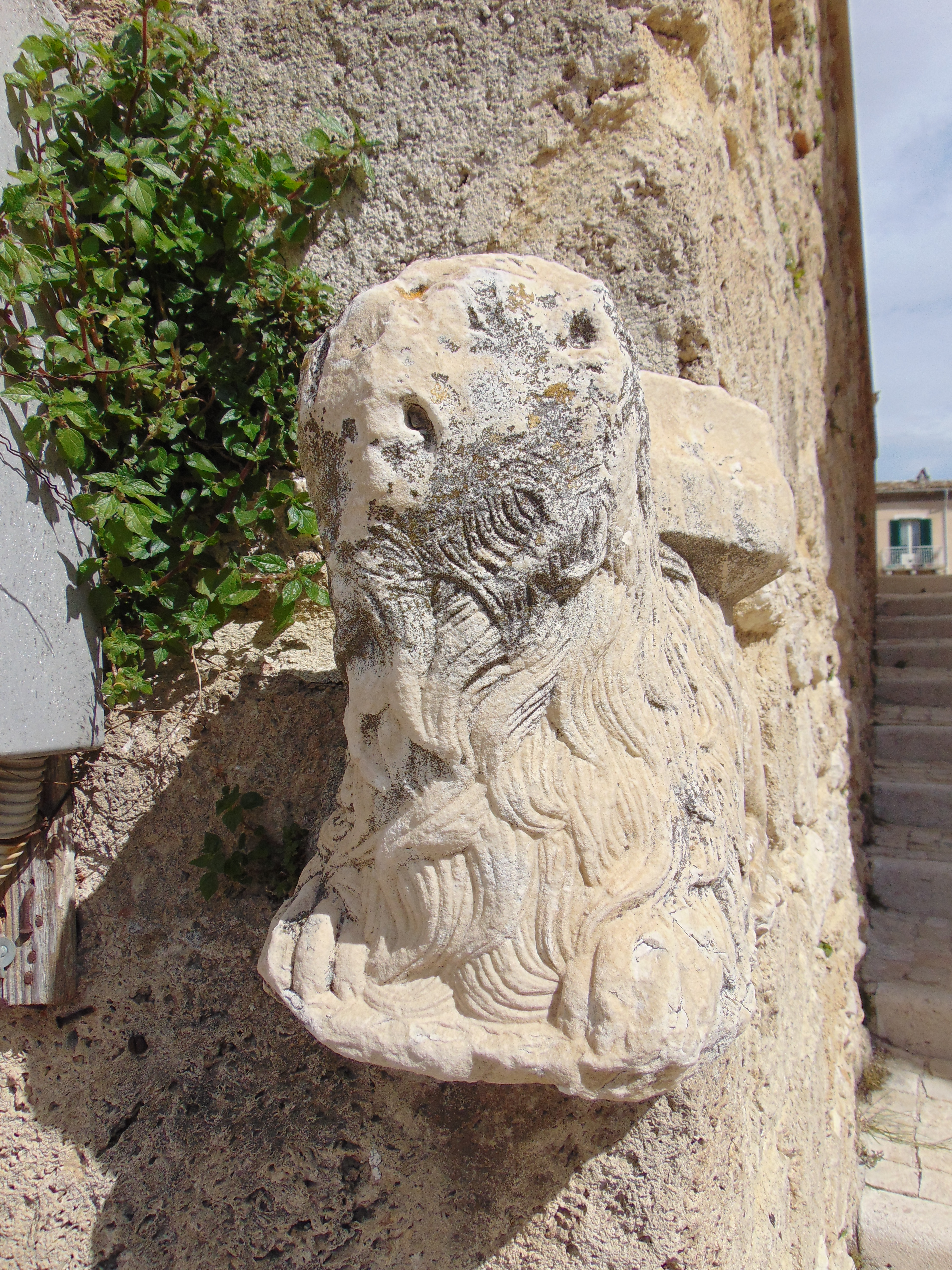
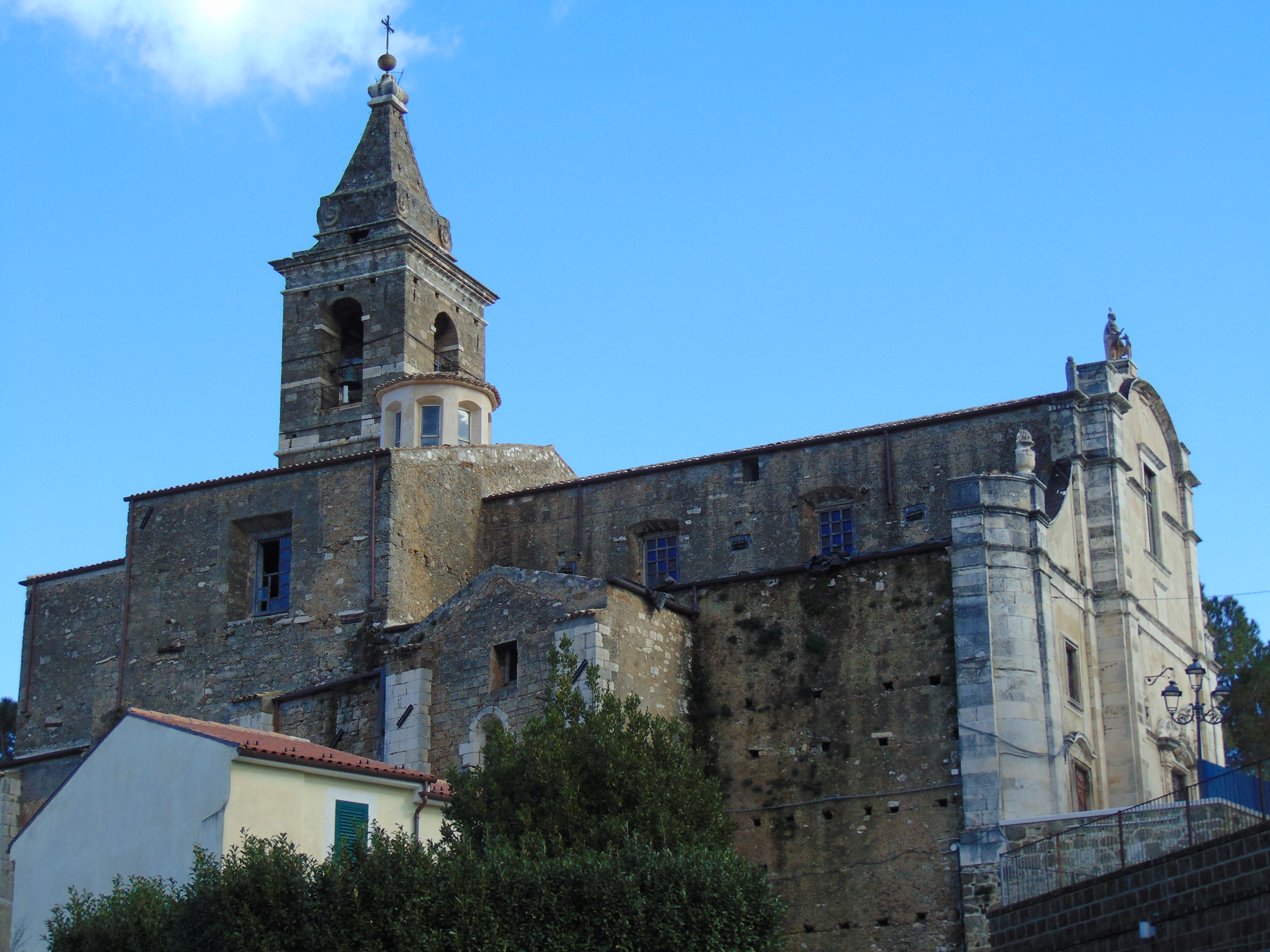

## Galleria d'Immagini

### Esterno

#### Facciata anteriore

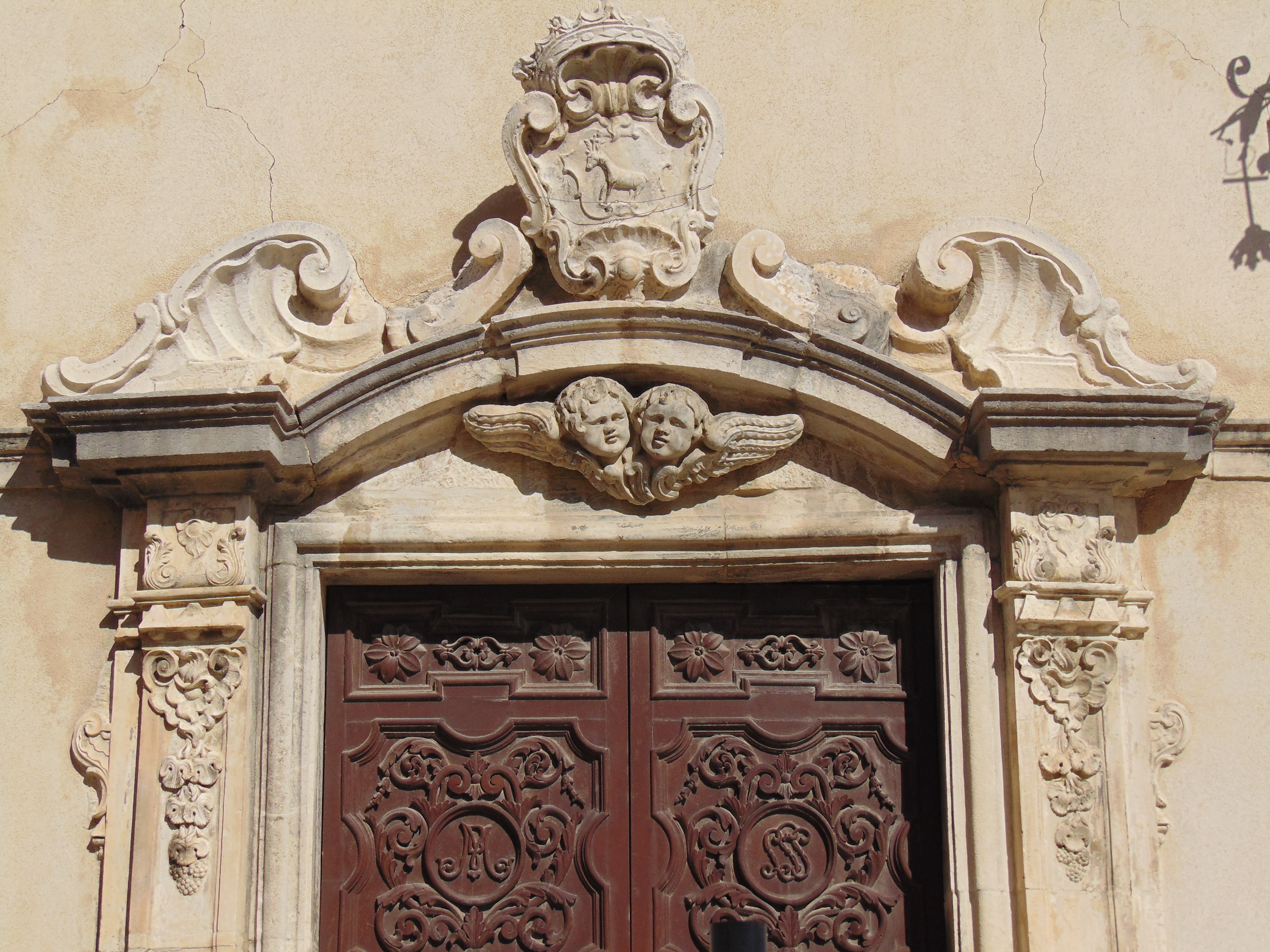
Decorazioni del portale e dell'architrave
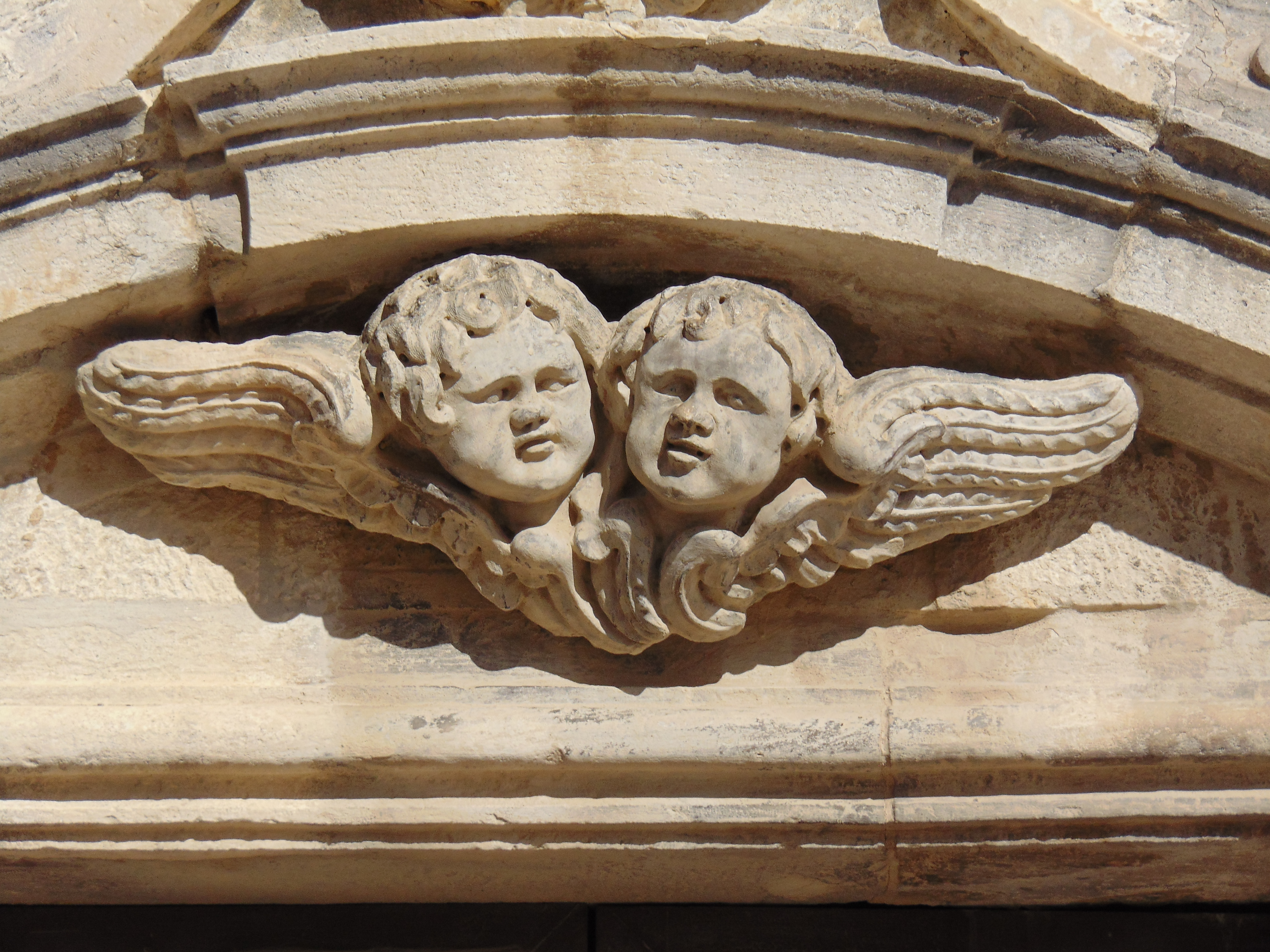
Decorazione sull'architrave
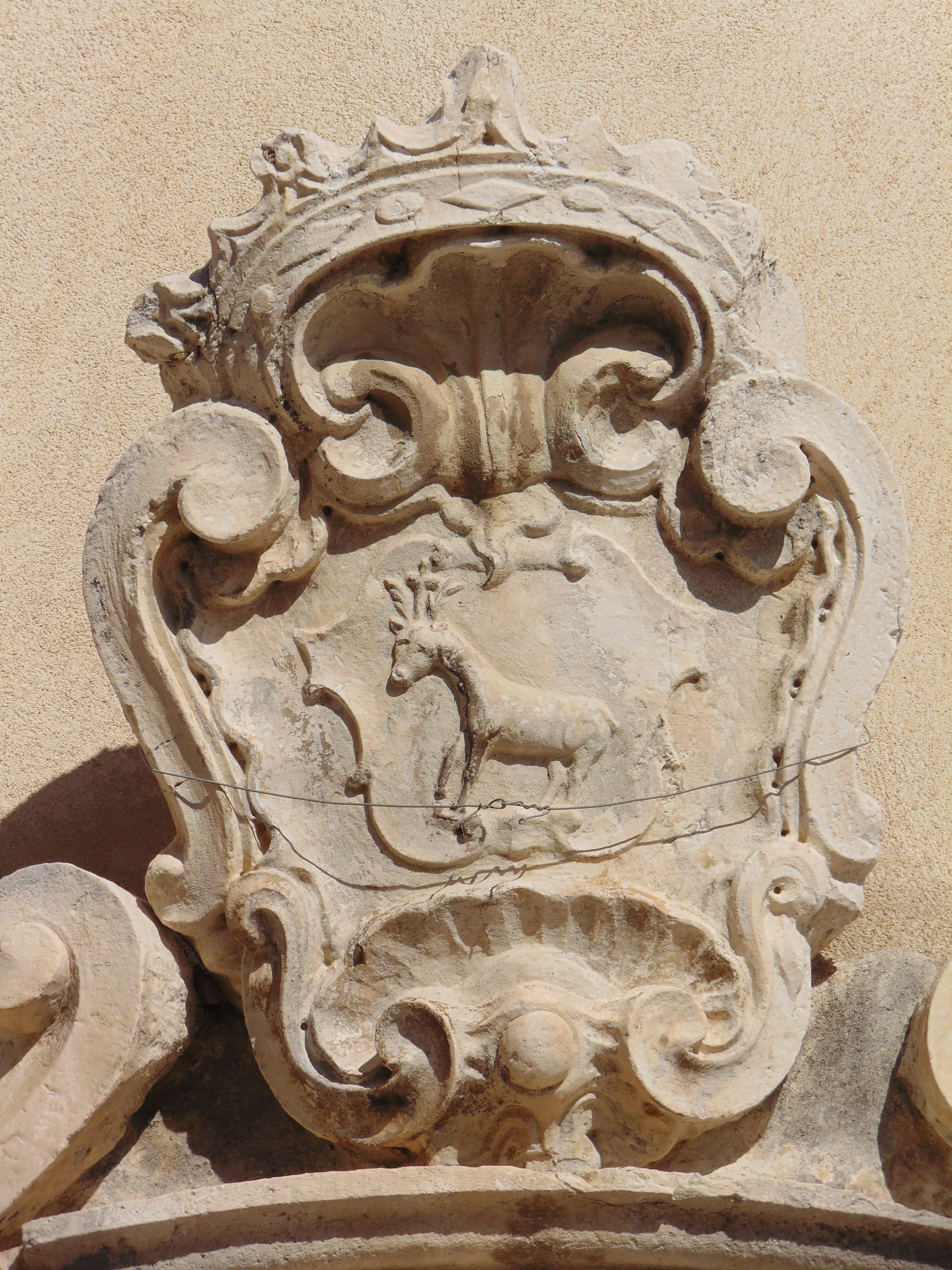
Stemma di Sant'Eustachio sull'architrave
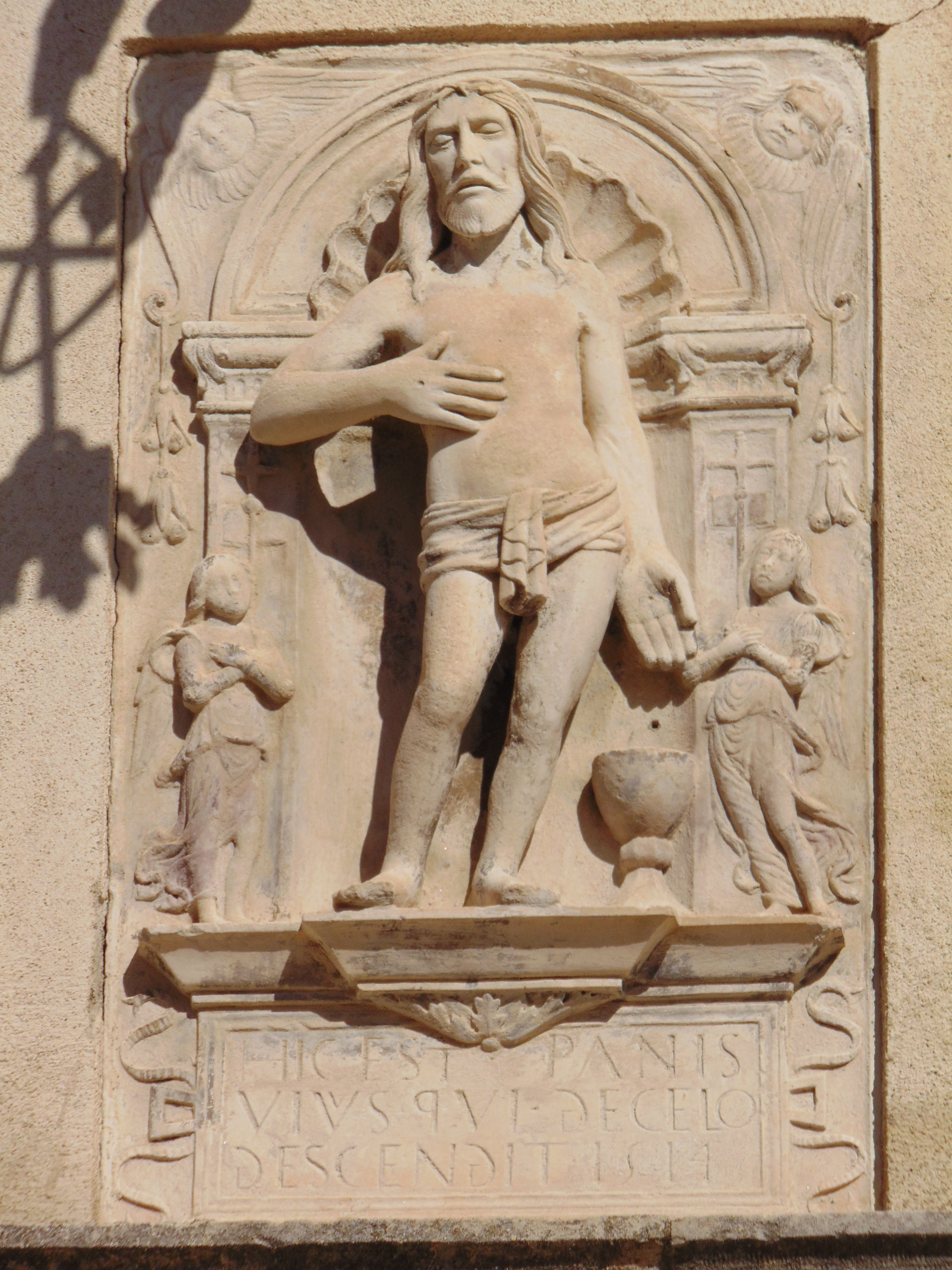
Raffigurazione di Gesù
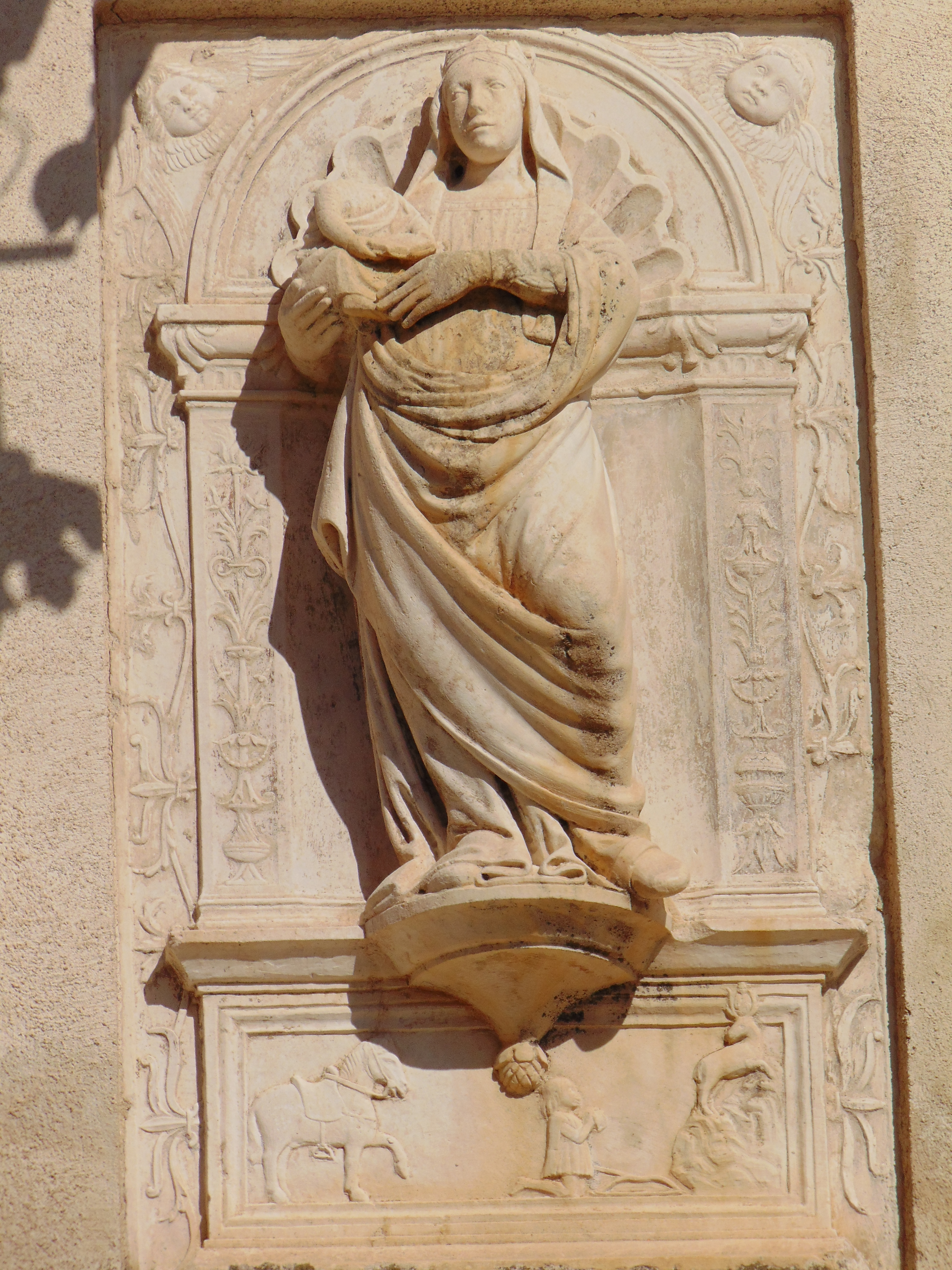
Raffigurazione di Maria col Bambino
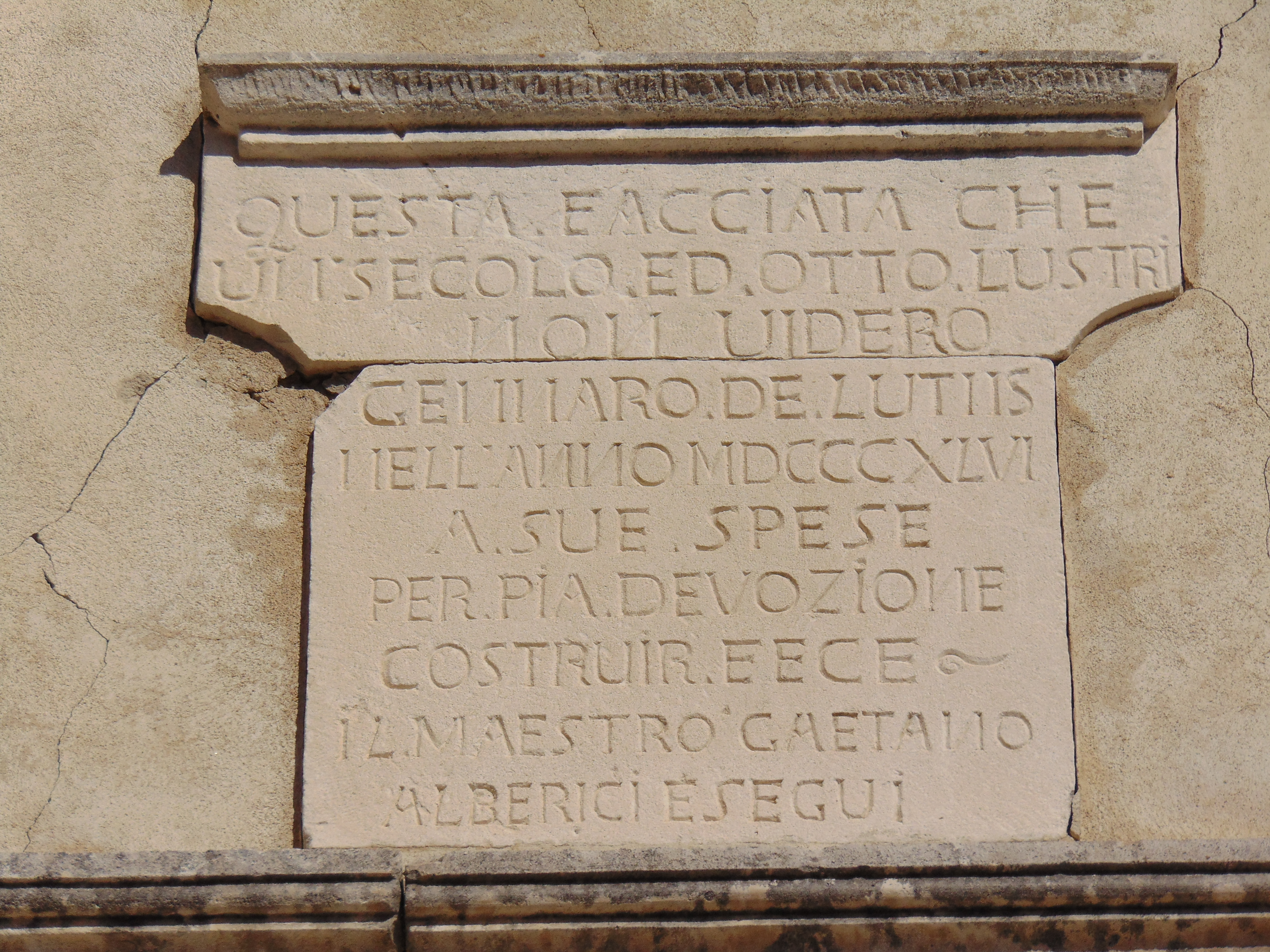
Targa sulla facciata
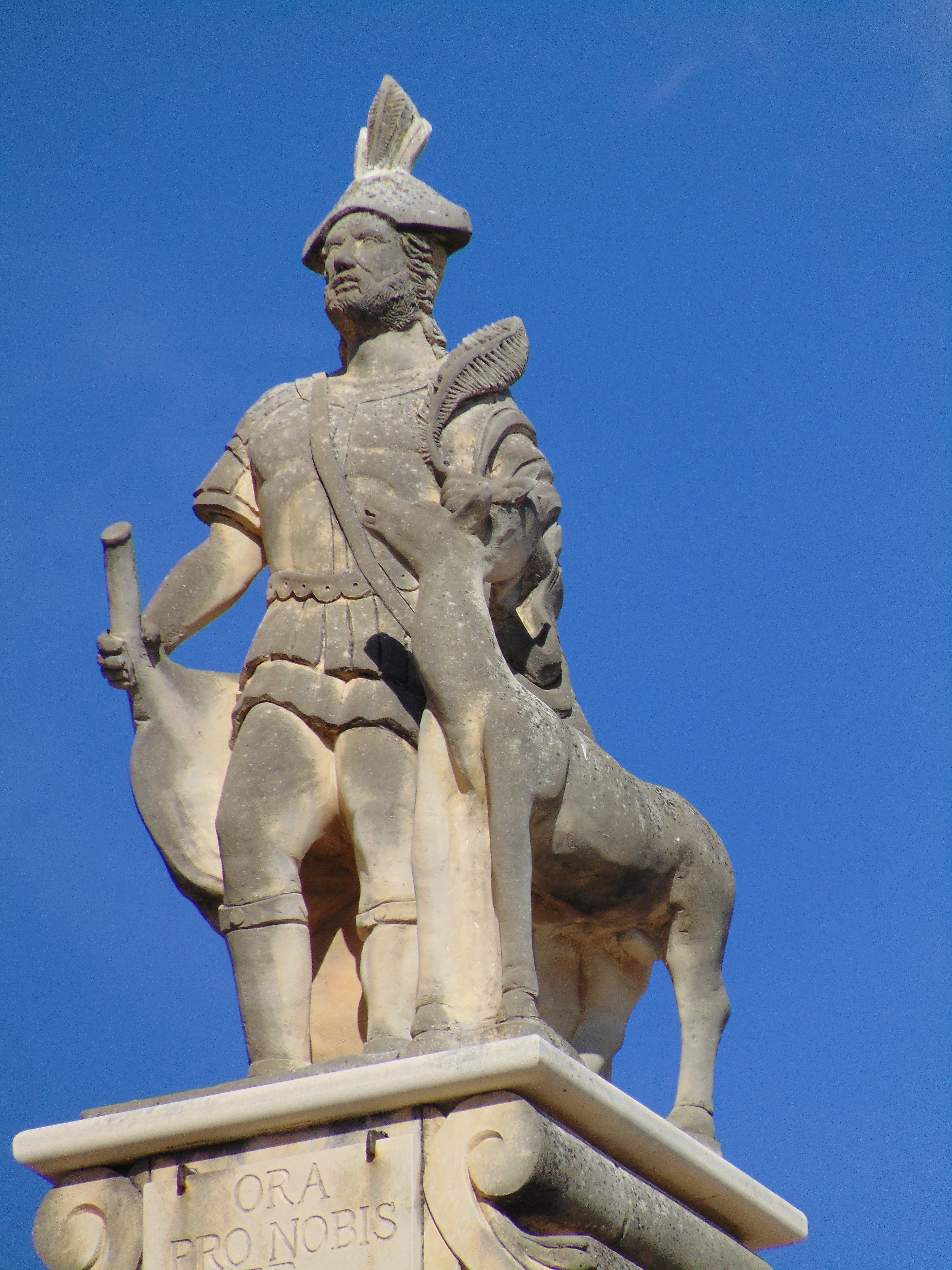
Statua di Sant'Eustachio in cima alla facciata

#### Lato destro

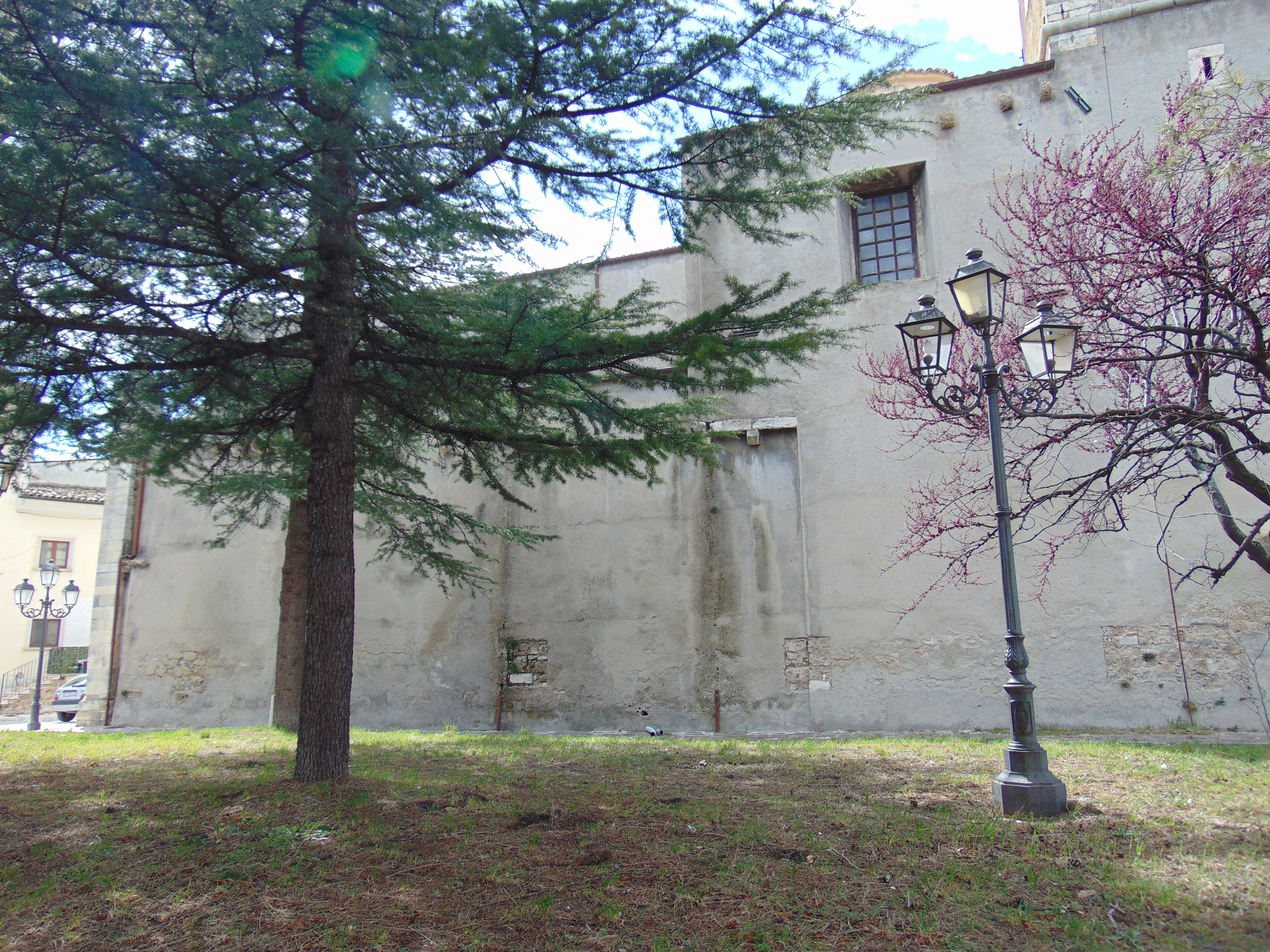
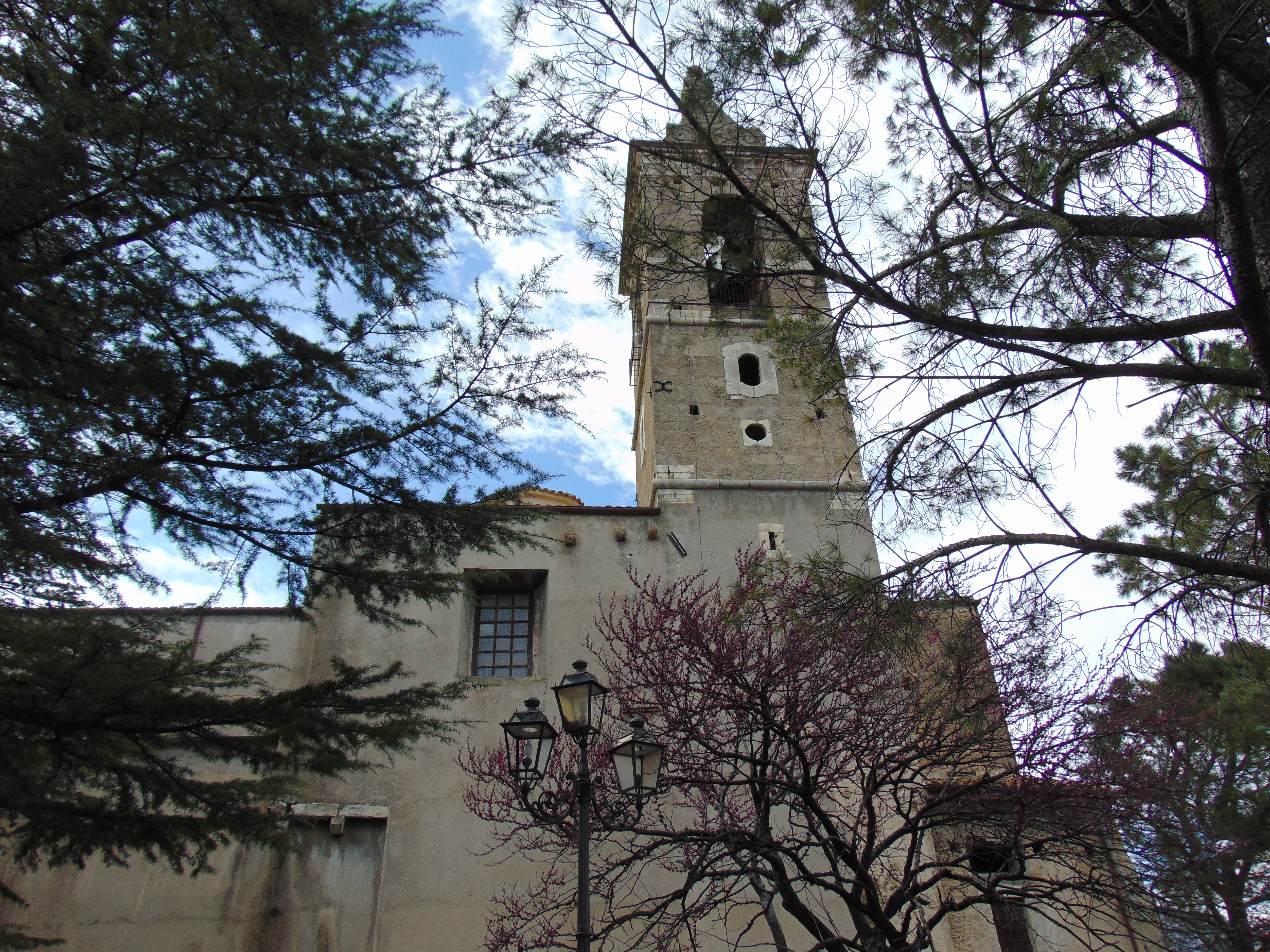

#### Campanile

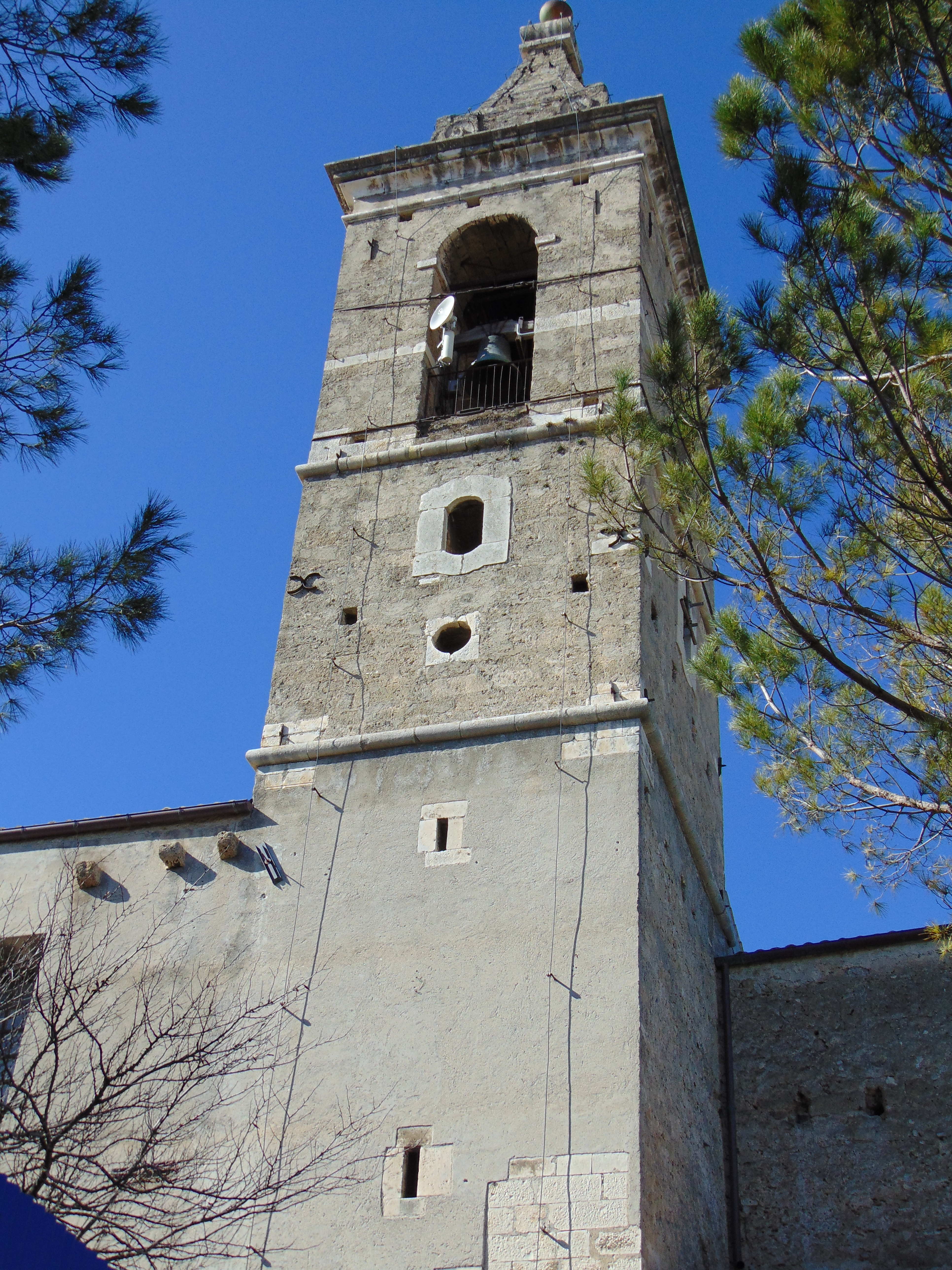
Campanile e la sua base
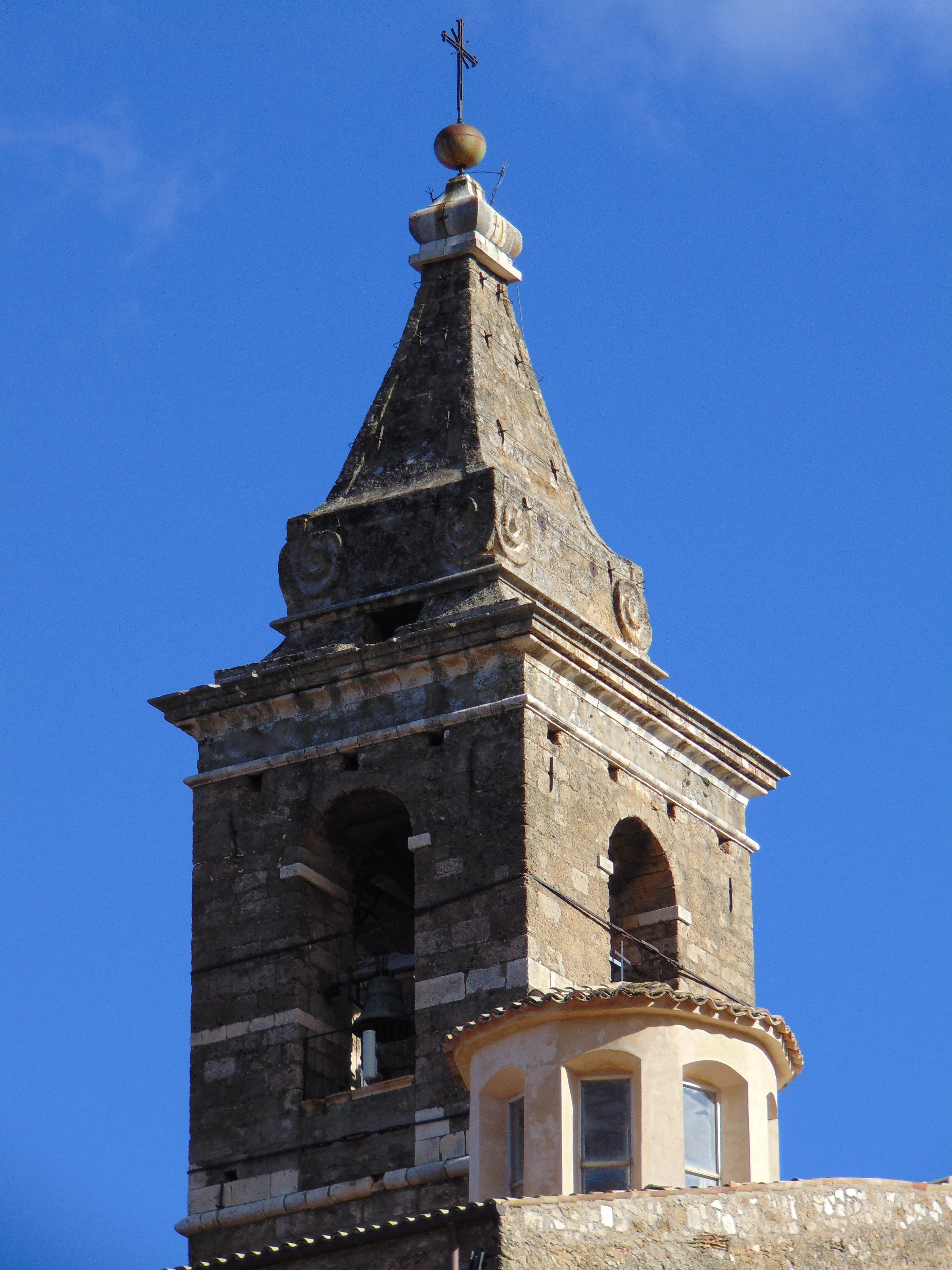
Campanile e cupola
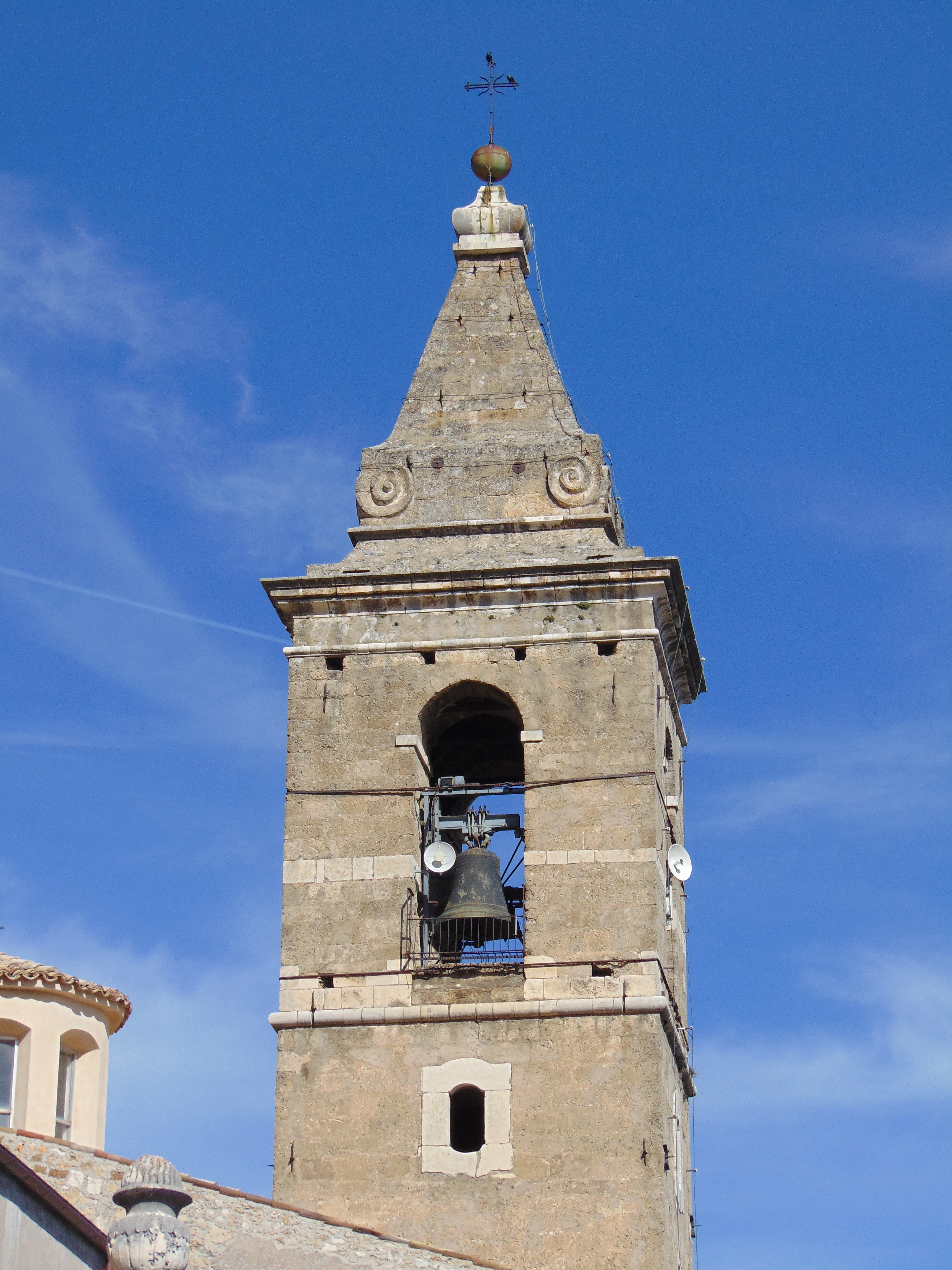
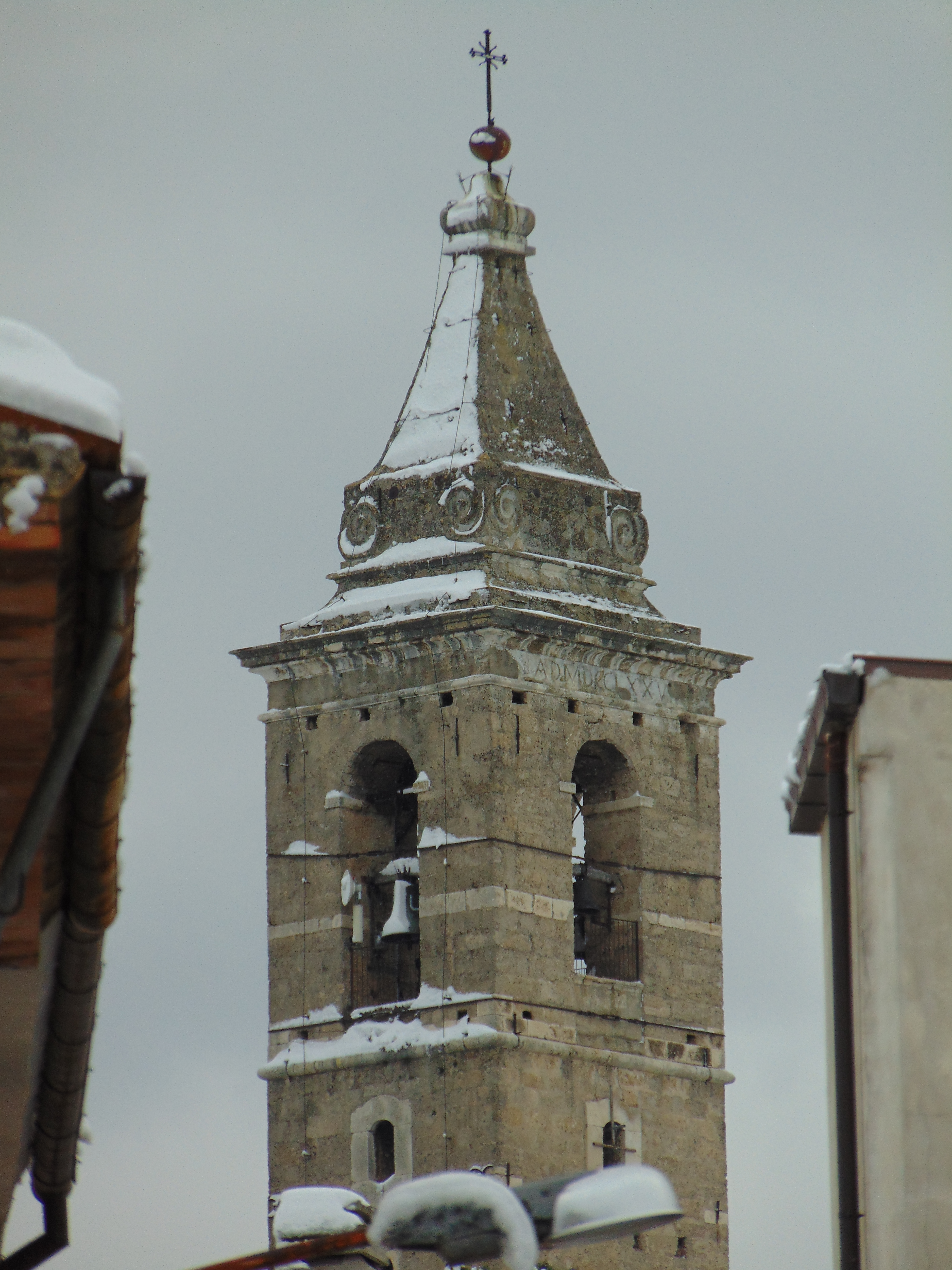
Coperto con della neve in inverno